# 刘友福
刘友福（1921年9月12日—1989年6月8日），又譯作劉有福，越南作曲家、政治人物，“黃枚劉”三人組之一。早年學醫，後改行編寫越南愛國歌曲。他是越南共和國國歌《青年進行曲》的作者，不過他生前一直反對西貢政權未經授權使用這首歌曲作為國歌。後來成為共產主義者，1961年寫下了越南南方共和國國歌《解放南方》，1966年寫下了《向西貢進軍》；其创作的不少歌曲仍然在现代的越南被传唱。